# Alberto González Domínguez
Alberto González Domínguez   (Buenos Aires, 11 d'abril de 1904 - Buenos Aires, 14 de setembre de 1982) va ser un matemàtic argentí.
González Domínguez es va doctorar a la universitat de Buenos Aires l'any 1939 sota la direcció del matemàtic espanyol Julio Rey Pastor. Després d'estar dos anys de post grau a la universitat Brown, va retornar a Buenos Aires on va ser professor de la universitat fins al 1971 quan es va jubilar.
González Domínguez va aportar a la universitat argentina una nova orientació més inclinada cap a l'estil docent nord-americà. El 1936 va ser un dels fundadors de la Unión Matemática Argentina, institució que va presidir en diferents ocasions.